# Hassoun Camara
Pour les articles homonymes, voir Camara.
Hassoun Camara, né le 3 février 1984 à Noisy-le-Sec, est un footballeur français d'origine sénégalaise évoluant au poste d'arrière droit ou de défenseur central.

## Biographie

### Débuts en banlieue parisienne
Hassoun Camara débute relativement tard le football et ne rejoint un club qu'à l'âge de 11 ans. Il intègre les équipes de jeunes du club de sa ville natale, l’Olympique Noisy-le-Sec Banlieue 93.
À l'âge de 18 ans il rejoint l'équipe première et fait ses débuts en CFA, la quatrième division. En janvier 2006, Noisy-le-Sec atteint les 32e de finales de la Coupe de France et rencontre l'AJ Auxerre, club de Ligue 1 (défaite 0-1). À la suite de ce match et grâce à une belle saison, il attire l'intérêt de différents clubs professionnels tels que le Stade rennais, les Glasgow Rangers, le Celtic Glasgow, Le Mans UC et l'Olympique de Marseille avec lequel il décide de signer son premier contrat professionnel.

### Olympique de Marseille
Il devient professionnel à 22 ans et quitte un petit club de banlieue relégué en CFA 2 pour l'Olympique de Marseille. Il passe une année et demie difficile en ne disputant qu'un seul et unique match avec l'équipe première. Le 20 septembre 2006, il est titulaire pour le 16e de finale de la Coupe de la ligue à Montpellier (victoire 1-2). Il demande à être transféré au Sporting Club de Bastia en Ligue 2.

### Sporting Club de Bastia
À Bastia, il devient titulaire dans le championnat de France de Ligue 2. Il reste en Corse trois saisons mais, lors de l'arrivée de Faruk Hadžibegić au poste d'entraineur, il est écarté du groupe.

### Année de galère sans club
Ne s'entrainant plus avec l'équipe première de Bastia, Camara effectue plusieurs essais dont un, non concluant, au Grenoble Foot 38. En contact avec Laurent Banide, le nouvel entraineur d'Al Nasr Dubaï, il décide de résilier son contrat avec le club corse en janvier 2010. Il ne signe finalement pas avec le club émirati car Banide est remercié par le club après seulement quelques mois. Après un mois et demi passé à Dubaï, Hassoun Camara est de retour en France, sans club.
Sans offres sérieuses, il retourne s'entrainer à Noisy-le-Sec. Malgré quelques contacts en Grèce et à Chypre, c'est au Canada que se présente la meilleure opportunité.

### Impact de Montréal
Après un essai en janvier 2011, il signe pour une saison avec l'Impact de Montréal, club canadien de l'USL, la deuxième division nord-américaine. Dès cette signature, son objectif est de suivre l'Impact en Major League Soccer, l'équipe étant assurée de devenir la 19e franchise du championnat en 2012.
Sa première saison montréalaise est un succès malgré les mauvaises performances de son club. Il est nommé dans l'équipe-type du championnat par la USL, en défense centrale, et remporte aussi le titre de meilleur joueur de la saison de l'Impact de Montréal. Le 11 octobre 2011, à la suite du camp d'après-saison, l'Impact confirme la signature de Camara pour la saison suivante, la première du club en MLS. Il devient ainsi le second joueur confirmé pour la saison inaugurale du club, en première division nord-américaine.
Son passage en Major League Soccer est synonyme de changement de poste. Il évolue en effet au poste de défenseur latéral droit avec le onze montréalais. Il devient une pièce essentielle de l'équipe en se fixant à cette position. Il dispute son 100e match professionnel, le 11 mai 2013 face au Real Salt Lake.
Le 29 mai 2013 il remporte son premier trophée en Amérique du Nord, le Championnat canadien. Il inscrit même le but vainqueur lors du match retour de la finale contre les Whitecaps de Vancouver. Le 4 juin 2014, l'Impact de Montréal conserve le Championnat canadien face au Toronto FC. Camara joue l'intégralité des deux rencontres de la finale et remporte ainsi son deuxième trophée.
Il dispute son 100e match toutes compétitions confondues pour l'Impact de Montréal le 11 juin 2014, lors de la réception du D.C. United.
Le 16 novembre 2017, après sept saisons sous les couleurs montréalaises, son contrat n'est pas renouvelé par l'Impact, notamment en raison de multiples commotions cérébrales qui nuisent à la poursuite de sa carrière sportive. Il annonce son départ à la retraite le 28 novembre 2017.

### Reconversion
Au début de l'année 2018, il rejoint l'équipe de TVA Sport en tant qu'analyste.

## Palmarès
Avec l'Impact de Montréal, il est finaliste de la Ligue des champions de la CONCACAF en 2015 en étant battu par les mexicains du Club América. Il accède également à la finale de la conférence Est de la MLS en 2016. Il remporte le Championnat canadien à deux reprises en 2013 et en 2014 et est également finaliste en 2015.

## Carrière
| Saison                | Club                   | Championnat           | Championnat | Championnat | Coupe(s) nationale(s) | Coupe(s) nationale(s) | Compétition(s) continentale(s) | Compétition(s) continentale(s) | Compétition(s) continentale(s) | Séries | Séries | Total | Total |
| Saison                | Club                   | Division              | M.          | B.          | M.                    | B.                    | Comp.                          | M.                             | B.                             | M.     | B.     | M.    | B.    |
| 2003-2004             | Olympique Noisy-le-Sec | CFA                   | 18          | 0           | 0                     | 0                     | -                              | -                              | -                              | -      | -      | 18    | 0     |
| 2004-2005             | Olympique Noisy-le-Sec | CFA                   | 25          | 0           | 0                     | 0                     | -                              | -                              | -                              | -      | -      | 25    | 0     |
| 2005-2006             | Olympique Noisy-le-Sec | CFA                   | 24          | 1           | 1                     | 0                     | -                              | -                              | -                              | -      | -      | 25    | 1     |
| Sous-total            | Sous-total             | Sous-total            | 67          | 1           | 1                     | 0                     | -                              | 0                              | 0                              | 0      | 0      | 68    | 1     |
| 2006-2007             | Olympique de Marseille | Ligue 1               | 0           | 0           | 1                     | 0                     | CI+C3                          | 0+0                            | 0+0                            | -      | -      | 1     | 0     |
| Sous-total            | Sous-total             | Sous-total            | 0           | 0           | 1                     | 0                     | -                              | 0                              | 0                              | 0      | 0      | 1     | 0     |
| 2007-2008             | SC Bastia              | Ligue 2               | 12          | 1           | 2                     | 0                     | -                              | -                              | -                              | -      | -      | 14    | 1     |
| 2008-2009             | SC Bastia              | Ligue 2               | 26          | 3           | 2                     | 0                     | -                              | -                              | -                              | -      | -      | 28    | 3     |
| 2009-2010             | SC Bastia              | Ligue 2               | 1           | 0           | 0                     | 0                     | -                              | -                              | -                              | -      | -      | 1     | 0     |
| Sous-total            | Sous-total             | Sous-total            | 39          | 4           | 4                     | 0                     | -                              | 0                              | 0                              | 0      | 0      | 43    | 4     |
| 2011                  | Impact de Montréal     | NASL                  | 22          | 2           | 0                     | 0                     | -                              | -                              | -                              | -      | -      | 22    | 2     |
| 2012                  | Impact de Montréal     | MLS                   | 20          | 1           | 1                     | 0                     | -                              | -                              | -                              | -      | -      | 21    | 1     |
| 2013                  | Impact de Montréal     | MLS                   | 32          | 3           | 4                     | 1                     | LCC                            | 4                              | 1                              | 1      | 0      | 41    | 5     |
| 2014                  | Impact de Montréal     | MLS                   | 28          | 1           | 4                     | 0                     | LCC                            | 3                              | 0                              | -      | -      | 35    | 1     |
| 2015                  | Impact de Montréal     | MLS                   | 9           | 0           | 0                     | 0                     | LCC                            | 2                              | 0                              | 1      | 0      | 12    | 0     |
| 2016                  | Impact de Montréal     | MLS                   | 27          | 2           | 2                     | 0                     | -                              | -                              | -                              | 5      | 0      | 34    | 2     |
| 2017                  | Impact de Montréal     | MLS                   | 18          | 0           | 3                     | 0                     | -                              | -                              | -                              | -      | -      | 21    | 0     |
| Sous-total            | Sous-total             | Sous-total            | 156         | 9           | 14                    | 1                     | -                              | 9                              | 1                              | 7      | 0      | 186   | 11    |
| Total sur la carrière | Total sur la carrière  | Total sur la carrière | 262         | 14          | 20                    | 1                     | -                              | 9                              | 1                              | 7      | 0      | 298   | 16    |